# Jan Oszmiański
Jan Oszmiański – polski inżynier, dr hab. nauk rolniczych, profesor Katedry Technologii Owoców, Warzyw i Nutraceutyków Roślinnych Wydziału Biotechnologii i Nauk o Żywności Uniwersytetu Przyrodniczego we Wrocławiu.

## Życiorys
W 1975 ukończył studia technologii żywności i żywienia człowieka w Akademii Rolniczej im. Augusta Cieszkowskiego w Poznaniu, 28 stycznia 1983 obronił pracę doktorską, 1 stycznia 1990 habilitował się na podstawie pracy zatytułowanej Przemiany enzymatyczne związków fenolowych w układach modelowych i ekstraktach owocowych. 16 lutego 1998 nadano mu tytuł profesora w zakresie nauk rolniczych. Objął funkcję profesora zwyczajnego w Katedrze Technologii Owoców, Warzyw i Zbóż na Wydziale Biotechnologii i Nauk o Żywności Uniwersytetu Przyrodniczego we Wrocławiu, oraz w Katedrze Ogólnej Technologii Żywności i Żywienia Człowieka na Wydziale Biologicznym i Rolniczym Uniwersytetu Rzeszowskiego.
Piastuje stanowisko profesora Katedry Technologii Owoców, Warzyw i Nutraceutyków Roślinnych na Wydziale Biotechnologii i Nauk o Żywności Uniwersytetu Przyrodniczego we Wrocławiu, jest członkiem Komitetu Nauk o Żywności i Żywieniu Polskiej Akademii Nauk.
Był kierownikiem Katedry Technologii i Oceny Jakości Produktów Roślinnych Wydziału Biologicznego i Rolniczego Uniwersytetu Rzeszowskiego, a także Katedry Technologii Owoców, Warzyw i Zbóż Wydziału Nauk o Żywności Uniwersytetu Przyrodniczego we Wrocławiu.